# Blue Beetle (film)
Blue Beetle är en amerikansk superhjältefilm från 2023, baserad på DC Comics karaktär Jaime Reyes / Blue Beetle. Den är regisserad av Angel Manuel, med manus skrivet av Gareth Dunnet-Alcocer. Filmen är den fjortonde filmen i DC Extended Universe (DCEU).
Filmen hade biopremiär i Sverige den 18 augusti 2023, utgiven av Warner Bros.

## Rollista (i urval)
- Xolo Maridueña – Jaime Reyes / Blue Beetle
- Raoul Trujillo – Carapax the Indestructible Man
- George Lopez – uncle Rudy[6]
- Susan Sarandon – Victoria Kord[7]
- Bruna Marquezine – Penny
- Belissa Escobedo – Milagros Reyes
- Adriana Barraza – Nana
- Elpidia Carrillo – Rocio
- Damián Alcázar – Alberto